# Subsecretari de stat în Guvernul Constantin Argetoianu
În Guvernul Constantin Argetoianu au fost incluși și subsecretari de stat, provenind de la diverse partide.

## Subsecretari de stat
- Subsecretar de stat la Președinția Consiliului de Miniștri

Mihail Măgureanu (28 septembrie - 23 noiembrie 1939)
- Subsecretar de stat la Președinția Consiliului de Miniștri

August Filip (28 septembrie - 23 noiembrie 1939)
- Subsecretar de stat la Ministerul de Interne

Coriolan Baran (28 septembrie - 23 noiembrie 1939)
- Subsecretar de stat la Ministerul Educației Naționale

Dumitru V. Țoni (28 septembrie - 23 noiembrie 1939)
- Subsecretar de stat la Ministerul Cultelor și Artelor

Ion Marin Sadoveanu (28 septembrie - 23 noiembrie 1939)
- Subsecretar de stat la Ministerul Apărării Naționale

General Gheorghe Mihail (28 septembrie - 23 noiembrie 1939)
- Subsecretar de stat la Ministerul Agriculturii și Domeniilor

Mihai Șerban (28 septembrie - 23 noiembrie 1939)
- Subsecretar de stat la Ministerul Economiei Naționale

Victor Jinga (28 septembrie - 23 noiembrie 1939)

## Sursa
- Stelian Neagoe - "Istoria guvernelor României de la începuturi - 1859 până în zilele noastre - 1995" (Ed. Machiavelli, București, 1995)